# Vlag van het Johnstonatol

Niet-officiële vlag van het Johnstonatol

De functie van vlag van het Johnstonatol wordt uitgevoerd door de vlag van de Verenigde Staten, aangezien het Johnstonatol een Amerikaans territorium is en geen eigen officiële vlag heeft.
Er is wel een onofficiële vlag in gebruik. Deze bestaat uit drie horizontale banen, waarvan de bovenste en de onderste blauw zijn en de middelste wit is. Het wit symboliseert het koraal, terwijl het blauw naar de omringende oceaan verwijst. Centraal in de vlag staan twee vogels en vier sterren afgebeeld. De vogels staan voor de United States Air Force en de United States Fish and Wildlife Service, de beheerders van het territorium. De vier sterren staan voor Johnston Island, Akau Island, Hikina Island en Sand Island.